# 道の駅ピア21しほろ
道の駅ピア21しほろ（みちのえき ピア21しほろ）は、北海道河東郡士幌町にある国道241号の道の駅である。

## 歴史
- 1997年（平成09年）：地域特産物販売施設・物産館の「ピア21」が道の駅登録[1]。
- 2015年（平成27年）：国土交通省による重点「道の駅」候補に選定[2]。
- 2016年（平成28年）：国土交通省による重点「道の駅」に選定[3]。移転に伴い、閉店[4]。
- 2017年（平成29年）：現在地に移転し、リニューアルオープン[5][6]。

## 施設
- 駐車場：162台（普通148台・大型11台・ハンディキャップゾーン3台）
- トイレ（24時間利用可能）
  - 男：大5器（4器）、小6器（4器）
  - 女：14器（11器）
  - 身障者用：2器（1器）
- 公衆電話：1台
- CAFÉ寛一
- にじいろ食堂
- PIA 21 SHOP
- EV充電器（急速充電器）：1基

## アクセス
国道241号と国道274号の交点に位置している。
- 国道241号 - 登録路線
  - 国道274号

また、長距離バス・路線バス・コミュニティバスが停車しており、地域の交通結節点となっている。
| 路線事業者名                                            | バス停名                                     |
| ------------------------------------------------------- | -------------------------------------------- |
| 士幌町コミュニティバス                                  | 「道の駅ピア21しほろ」バス停下車             |
| 北海道拓殖バス・十勝バス                                | 「士幌22号（道の駅ピア21しほろ）」バス停下車 |
| 北海道拓殖バス・十勝バス・道北バス （ノースライナー号） | 「士幌」バス停下車                           |